# Луций Фурий Медуллин (консул 413 года до н. э.)
Луций Фурий Медуллин (лат. Lucius Furius Medullinus; V век до н. э.) — римский политический деятель из патрицианского рода Фуриев, консул 413 и 409 годов до н. э.
Коллегой Луция Фурия по первому консульству был Авл Корнелий Косс. Консулы провели расследование гибели одного из военных трибунов предыдущего года Публия Постумия Альбина Региллена и, по словам Тита Ливия, довели дело до конца «со всей возможной сдержанностью и мягкостью (ибо приговорены к казни были немногие, и те, насколько известно, сами покончили с собой)». Позже Луций Фурий возглавил войска в войне с вольсками и взял Ферентин.
В 409 году до н. э. Луций Фурий был консулом совместно с другим Корнелием Коссом — Гнеем. Это консульство было отмечено очередной победой плебеев: они впервые смогли выбрать квесторов из своей среды. В войне с эквами в том же году командовали, по разным сведениям, или оба консула, или какой-то один; римляне не смогли отбить у эквов Карвент, но зато взяли Верругину, которую до этого контролировали вольски.